# У Не Вин
У Не Вин, Не Вин, при рождении Шу Маун или Маунг Шу Маунг (бирм. နေဝင်း, англ. Ne Win, 14 мая 1911 (другие данные 10 июля 1910 года), Паунгде, Британская Бирма — 5 декабря 2002, Янгон, Мьянма) — бирманский государственный и политический деятель, генерал, правитель Бирмы с 1962 по 1988 год.

## Биография

### Военная карьера
Родился в интеллигентной китайской семье в Паунгде, округ Проме. Его отец был провинциальным служащим. После окончания школы в Проме Шу Маун учился в Рангунском университете, где включился в политическую деятельность. В 1932 году принят в Департамент почт и телеграфа, работал в одной из почтовых контор Рангуна. Накануне Второй мировой войны (1939—1945) был активистом национально-освободительной организации «Добама Асиайон» («Бирма для бирманцев»), известной как «партия такинов» и требовавшей создания национальной армии и введения школьного обучения на бирманском языке. Вместе с Аун Саном входил в группу «30 товарищей», эмигрировавшую в Таиланд и ставшую ядром Армии независимости Бирмы. Проходил военное обучение в Японии. По возвращении в Таиланд Шу Маун взял на себя командование одним из подразделений Армии и принял имя «Не Вин» — «бриллиант, подобный солнцу».
В период японской оккупации Бирмы (1942—1945) занимал ряд командных постов в Армии независимости Бирмы, был начальником штаба Армии обороны Бирмы. Проходил инструктаж в Японии.
В 1944 году в звании полковника вошёл в состав Высшего совета Антифашистской лиги народной свободы и Военного совета АЛНС. В 1945 году командовал бирманскими войсками в районе дельты реки Иравади. В 1947 году Не Вину было присвоено звание бригадного генерала и он был избран членом Учредительного собрания, которое 4 января 1948 года провозгласило независимость Бирмы. В 1948 году назначен командующим войсками Северного военного округа, с августа 1948 года — заместителем начальника Генштаба. За последующие несколько лет получил звание генерал-майора, затем генерал-лейтенанта. В разгар гражданской войны назначен главнокомандующим армией, а в апреле 1949 года занял также посты заместителя премьер-министра, министра обороны и министра внутренних дел. Однако в сентябре 1950 года вышел из состава правительства и был назначен начальником Генштаба и главнокомандующим вооружёнными силами Бирмы.
В 1950-х годах генерал Не Вин неоднократно возглавлял военные миссии, выезжавшие в США, Великобританию, Индонезию, Югославию, Израиль и КНР. В январе 1956 года Не Вину было присвоено звание полного генерала

### Премьер-министр
Летом 1958 года в Бирме разразился затяжной политический кризис, во время которого парламенту из-за отсутствия в нём стабильного большинства не удалось сформировать правительство. В этих условиях премьер-министр У Ну предложил передать власть влиятельному, но формально политически нейтральному главнокомандующему Не Вину, чтобы тот «восстановил в стране закон и порядок» и повёл новые парламентские выборы. 26 сентября У Ну официально заявил о своём решении в парламенте и Не Вин, принимая предложение, выступил с ответной речью, в которой заявил, что приложит все усилия для достижения мира в стране и ни при каких обстоятельствах не порвёт с политикой строгого нейтралитета. 28 октября 1958 года после голосования на заседании Палаты представителей председательствующий Ман Ба Саинг объявил, что Не Вин единогласно избран премьер-министром. Возглавив временное правительство генерал Не Вин ввёл жесткие меры против оппозиции (20 ноября 1958 года палата депутатов парламента Бирмы приняла чрезвычайный закон, предусматривавший до 7 лет тюремного заключения за распространение антиправительственной информации) и лишил прав и привилегий шанских князей. Правительство Не Вина провозглашало политику нейтралитета, заключило Договор о дружбе и взаимном ненападении с Китайской Народной Республикой и соглашение о границе, требовало признания прав КНР на место в Совете Безопасности ООН, выступало за прекращения испытаний ядерного оружия и поддерживало советские инициативы по разоружению. Армия Бирмы предприняла наступление на части разбитой в 1949 году гоминьдановской армии Китая, действовавшие на севере страны.

### Переворот 1962 года. Во главе страны
В феврале 1960 года временное правительство провело всеобщие выборы и Не Вин уступил власть У Ну.
Но уже 2 марта 1962 года бирманская армия осуществила военный переворот. Не Вин выступил по радио и заявил о создании Революционного совета под его руководством и правительства из 8 министров. 3 марта действие Конституции было приостановлено, а парламент распущен. Не Вин встретился с политическими деятелями страны и заявил, что причиной переворота стало требование Шанского государства о создании Бирманской Федерации и подготовка сепаратистского восстания. Из Бирмы были высланы представители Фонда Форда и Фонда Азии, обвинённые в поддержке гоминьдановских частей и в шпионаже в пользу СЕАТО. В апреле была опубликована политическая Декларация Революционного совета «Бирманский путь к социализму», в которой сочетались национализм, марксизм и буддизм. В декларации говорилось, что в Бирме «будет основано социалистическое демократическое государство с целью создания преуспевающей социалистической экономики… Мы должны так воспитывать народ, чтобы каждый зарабатывал себе на жизнь своим трудом, чтобы труд стал делом чести всех» В 1962—1974 годах У Не Вин также был председателем Революционного правительства (с 1971 года — Совет Министров), с 1958 до 1972 год министр обороны, в 1962 году стал председателем Центрального организационного и Дисциплинарного комитетов Партии бирманской социалистической программы (Ланзин, ПБСП; основана в 1962 году).
После принятия в 1974 году новой конституции У Не Вин стал председателем Государственного совета Народного собрания (парламента) и президентом Социалистической Республики Бирманский Союз. Посетил СССР в 1961 и 1965 годах.
За период нахождения У Не Вина у власти были произведены следующие мероприятия:
- Полная национализация промышленности. В руки государства прежде всего перешла англо-бирманская нефтедобывающая компания «Бирма ойл компани», в декабре 1962 года последовало соглашение о выкупе Корпорацией экономического развития Бирмы всей собственности британской универсальной компании «Стил бразерс энд компани». 15 февраля 1963 года Не Вин произнёс программную речь об экономической политике правительства, в которой заявил, что в ближайшее время все торговые и промышленные предприятия будут национализированы и в дальнейшем разрешения на создание новых частных организаций выдаваться не будут. Он заявил — «Частный сектор несовместим с нашими целями, поскольку национализация — принцип социалистической экономики». С 1964 года в руки государства переходила вся торговля рисом, для закупок, распределения и экспорта которого было создано государственное Управление по торговле сельскохозяйственной продукцией. 23 февраля 1963 года были национализированы все частные иностранные и национальные банки (14 иностранных и 10 бирманских), 26 февраля 1963 года Революционное правительство заявило о национализации лесной промышленности и запрете на частные заготовки, закупки и продажи леса и пиломатериалов. В июне 1963 года была национализирована горнодобывающая компания «Англо-Бирма тин К»[9];
- Высылка иностранных предпринимателей из страны;
- Запрет оппозиционных политических партий;
- Перелом в гражданской войне (идущей в Бирме с 1948): оттеснение на окраины страны, в джунгли, вооружённых отрядов коммунистов — Коммунистической партии Бирмы (красного флага) и Коммунистической партии Бирмы (белого флага), а также и вооружённых отрядов национальных меньшинств, борющихся за отделение от Бирмы;
- Создание сельскохозяйственных кооперативов;
- Введение системы рационирования на основе принципов буддизма.

У Не Вин был одним из сторонников стратегии «опоры на собственные силы» и ограничения внешнеэкономических контактов.

### Отставка
23 июля 1988 года, в обстановке острого политического кризиса, связанного со студенческими выступлениями, сложил полномочия председателя партии, сохранив за собой остальные должности. В своей речи он мотивировал своё решение преклонным возрастом и сознанием своей ответственности за то, что в ходе столкновений студентов с полицией погибло более 200 человек и при этом заявил, что армия вправе применять оружие для подавления антиправительственных выступлений. В августе и сентябре 1988 власти ещё четырежды применяли оружие против демонстрантов, в результате чего студенческие выступления были подавлены.
После отставки в течение десяти лет оставался «серым кардиналом» партии Ланзин, потом его влияние резко упало, а 5 марта 2002, когда его семья попыталась влиять на события в стране, он, в возрасте 91 года, был помещён под домашний арест вместе с членами семьи.
Умер 5 декабря 2002 года и был скромно похоронен без официальных церемоний.